# Magnus Krog
Magnus Krog (ur. 19 marca 1987 roku w Høydalsmo) – norweski narciarz, specjalista kombinacji norweskiej, dwukrotny medalista olimpijski, trzykrotny medalista mistrzostw świata i brązowy medalista mistrzostw świata juniorów.

## Kariera
Po raz pierwszy Magnus Krog zaprezentował się na arenie międzynarodowej 5 lutego 2005 roku w Karpaczu, podczas zawodów Pucharu Świata B. Zajął tam 23. miejsce w konkursie rozgrywanym metodą Gundersena na normalnej skoczni. Nieco ponad miesiąc później zajął siódme miejsce w sprincie w fińskim Vuokatti. W klasyfikacji końcowej sezonu 2004/2005 zajął 54. miejsce.
Kolejny raz pojawił się dwa lata później, w połowie marca 2007 roku startując na mistrzostwach świata juniorów w Tarvisio. Wraz z kolegami z reprezentacji wywalczył tam brązowy medal w konkursie drużynowym. Indywidualnie był siódmy w Gundersenie oraz trzynasty w sprincie. W sezonie 2007/2008 Pucharu Świata B po raz pierwszy indywidualnie stanął na podium. Miało to miejsce 8 marca 2008 roku w Eisenerz, gdzie był trzeci w Gundersenie. Trzecie miejsce w tej konkurencji zajął także 14 marca w Pragelato, a w rozgrywanym dwa dni później sprincie był już najlepszy. W klasyfikacji końcowej tego sezonu zajął trzecie miejsce.
Pod koniec 2008 roku, 6 grudnia w Trondheim Krog zadebiutował w zawodach Pucharu Świata, zajmując 43. miejsce w Gundersenie. Dzień później zajął w tej samej konkurencji 47. miejsce. Został zgłoszony także do zawodów w Vikersund w dniach 14 i 15 marca 2009 roku, ale ostatecznie nie wystartował. Ponieważ nie zdobył punktów nie został uwzględniony w klasyfikacji generalnej sezonu 2008/2009. W sezonie 2009/2010 pojawił się tylko trzy razy: 6 i 7 marca 2010 roku w swojej rodzinnej miejscowości dwukrotnie zajął drugie miejsce. Tydzień później wystąpił w konkursie metodą Gundersena w Oslo, gdzie zajął 31. miejsce.
Kolejny start w Pucharze Świata zaliczył 5 grudnia 2010 roku w Lillehammer, gdzie zajął 33. miejsce w Gundersenie. Na następny występ musiał poczekać do marca 2011 roku, kiedy to 11 marca w Lahti zajął 18. miejsce. Tym samym zdobył wtedy swoje pierwsze punkty PŚ. Dzień później był trzynasty. Dało mu to 41. pozycję w klasyfikacji generalnej sezonu 2010/2011. W międzyczasie startował w Pucharze Kontynentalnym, w którym sześciokrotnie stawał na podium, w tym wygrał zawody Gundersenem na normalnej skoczni 13 lutego roku w Szczyrku oraz 19 i 20 lutego 2011 roku w Kranju. W klasyfikacji końcowej sezonu 2010/2011 Pucharu Kontynentalnego był drugi.
W lecie 2011 roku wystartował w czternastej edycji Letniego Grand Prix w kombinacji norweskiej. Punktował w każdym swoim starcie, a 31 sierpnia w Libercu zajął trzecie miejsce w Gundersenie, ustępując tylko dwóm Austriakom: Christophowi Bielerowi i Bernhardowi Gruberowi. W klasyfikacji końcowej zajął szóste miejsce. Na początku sezonu 2011/2012 wygrał inauguracyjne zawody Pucharu Świata w Ruce. Było to jego pierwsze podium i zarazem pierwsze zwycięstwo w Pucharze Świata. Na podium stanął także 11 grudnia w Ramsau, gdzie był drugi. Podczas zawodów w Oberstdorfie w styczniu 2012 roku Krog nie ustał jednego ze skoków i upadł doznając wstrząśnienia mózgu i złamania obojczyka. Zmuszony był opuścić kilka konkursów, co pogrzebało jego szanse na walkę o wysokie miejsce w klasyfikacji końcowej. Do rywalizacji powrócił dopiero pod koniec lutego i sezon zakończył na 21. pozycji w klasyfikacji generalnej.
W lutym 2013 roku brał udział w mistrzostwach świata w Val di Fiemme, gdzie wspólnie z Jørgenem Gråbakiem, Håvardem Klemetsenem i Magnusem Moanem zdobył srebrny medal w drużynie. W indywidualnych występach zajął dziesiąte miejsce na normalnym obiekcie, a na dużej skoczni był osiemnasty. Na rozgrywanych rok później igrzyskach olimpijskich w Soczi zdobył brązowy medal na normalnej skoczni, przegrywając tylko z Niemcem Erikiem Frenzelem i Japończykiem Akito Watabe. Na tych samych igrzyskach Norwegowie w takim samym składzie co na MŚ w Val di Fiemme zdobyli złoty medal w drużynie. Olimpijski konkurs na dużej skoczni Krog zakończył na dwunastej pozycji.
W kwietniu 2021 roku ogłosił zakończenie kariery.

## Osiągnięcia

### Igrzyska olimpijskie
| Miejsce | Dzień     | Rok  | Miejscowość | Konkurencja           | Wynik zwycięzcy | Strata  | Zwycięzca     |
| ------- | --------- | ---- | ----------- | --------------------- | --------------- | ------- | ------------- |
| 3.      | 12 lutego | 2014 | Soczi       | Gundersen HS106/10 km | 23:50,2 min     | +8,1 s  | Eric Frenzel  |
| 12.     | 18 lutego | 2014 | Soczi       | Gundersen HS140/10 km | 22:45,5 min     | +36,7 s | Jørgen Gråbak |
| 1.      | 21 lutego | 2014 | Soczi       | Sztafeta HS140/4x5 km | 47:13,5 min     | —       | —             |

### Mistrzostwa świata
| Miejsce | Dzień     | Rok  | Miejscowość   | Konkurencja                     | Wynik zwycięzcy | Strata      | Zwycięzca           |
| ------- | --------- | ---- | ------------- | ------------------------------- | --------------- | ----------- | ------------------- |
| 10.     | 22 lutego | 2013 | Val di Fiemme | Gundersen HS106/10 km           | 29:13.2 min     | +57.6 s     | Jason Lamy Chappuis |
| 2.      | 24 lutego | 2013 | Val di Fiemme | Sztafeta HS106/4x5 km           | 57:34.0 min     | +0.4 s      | Francja             |
| 18.     | 28 lutego | 2013 | Val di Fiemme | Gundersen HS134/10 km           | 27:22.8 min     | +1:40.0 min | Eric Frenzel        |
| 10.     | 24 lutego | 2017 | Lahti         | Gundersen HS100/10 km           | 26:19,6 min     | +45,3 s     | Johannes Rydzek     |
| 2.      | 26 lutego | 2017 | Lahti         | Sztafeta HS100/4x5 km           | 47:57,3 min     | +41,7 s     | Niemcy              |
| 11.     | 1 marca   | 2017 | Lahti         | Gundersen HS130/10 km           | 26:41,6 min     | +51,9 s     | Johannes Rydzek     |
| 2.      | 3 marca   | 2017 | Lahti         | Sprint drużynowy HS130/2x7,5 km | 28:45,8 min     | +1,0 s      | Niemcy              |

### Mistrzostwa świata juniorów
| Miejsce | Dzień    | Rok  | Miejscowość | Konkurencja           | Wynik zwycięzcy | Strata      | Zwycięzca        |
| ------- | -------- | ---- | ----------- | --------------------- | --------------- | ----------- | ---------------- |
| 7.      | 14 marca | 2007 | Tarvisio    | Gundersen HS109/10 km | 33:26.7 min     | +2:24.8 min | Anssi Koivuranta |
| 3.      | 16 marca | 2007 | Tarvisio    | Sztafeta 4x10 km      | 1:05:35.0 h     | +2:01.2 min | Austria          |
| 13.     | 18 marca | 2007 | Tarvisio    | Sprint HS109/5 km     | 15:01.3 min     | +1:27.4 min | Eric Frenzel     |

### Puchar Świata

#### Miejsca w klasyfikacji generalnej
- sezon 2008/2009: niesklasyfikowany
- sezon 2009/2010: niesklasyfikowany
- sezon 2010/2011: 41.
- sezon 2011/2012: 21.
- sezon 2012/2013: 18.
- sezon 2013/2014: 10.
- sezon 2014/2015: 20.
- sezon 2015/2016: 6.
- sezon 2016/2017: 18.
- sezon 2017/2018: 28.
- sezon 2018/2019: 15.
- sezon 2019/2020: 21.
- sezon 2020/2021: 33.

#### Miejsca na podium
| Nr  | Data              | Miejscowość   | Konkurencja           | Wynik zwycięzcy | Pozycja | Strata  | Zwycięzca           |
| --- | ----------------- | ------------- | --------------------- | --------------- | ------- | ------- | ------------------- |
| 1.  | 25 listopada 2011 | Ruka          | Gundersen HS142/10 km | 27:41.0 min     | 1.      | -       | -                   |
| 2.  | 11 grudnia 2011   | Ramsau        | Gundersen HS98/10 km  | 22:07.4 min     | 2.      | +0.4 s  | Jason Lamy Chappuis |
| 3.  | 1 grudnia 2012    | Ruka          | Gundersen HS142/10 km | 26:49.5 min     | 2.      | +13.0 s | Jason Lamy Chappuis |
| 4.  | 30 listopada 2013 | Ruka          | Gundersen HS142/10 km | 28:34.9 min     | 3.      | +6.9 s  | Eric Frenzel        |
| 5.  | 8 grudnia 2013    | Lillehammer   | Gundersen HS138/10 km | 29:27.7 min     | 2.      | +52.0 s | Eric Frenzel        |
| 6.  | 11 stycznia 2014  | Chaux-Neuve   | Gundersen HS118/10 km | 27:14.4 min     | 2.      | +0.9 s  | Mikko Kokslien      |
| 7.  | 11 stycznia 2015  | Chaux-Neuve   | Gundersen HS118/10 km | 28:46.8 min     | 2.      | +8.4 s  | Magnus Moan         |
| 8.  | 6 grudnia 2015    | Lillehammer   | Gundersen HS100/10 km | 25:41,8 min     | 1.      | -       | -                   |
| 9.  | 19 grudnia 2015   | Ramsau        | Gundersen HS98/10 km  | 22:17,3 min     | 2.      | +0,0 s  | Magnus Moan         |
| 10. | 28 lutego 2016    | Val di Fiemme | Gundersen HS134/10 km | 31:33,5 min     | 1.      | -       | -                   |
| 11. | 26 stycznia 2019  | Trondheim     | Gundersen HS138/10 km | 25:03,7 min     | 2.      | +4,5 s  | Jarl Magnus Riiber  |

### Puchar Kontynentalny

#### Miejsca w klasyfikacji generalnej
- 2004/2005: 54.
- 2007/2008: 3.
- 2008/2009: 34.
- 2009/2010: 32.
- 2010/2011: 2.

#### Miejsca na podium
| Nr  | Data             | Miejscowość | Konkurencja           | Wynik zwycięzcy | Pozycja | Strata      | Zwycięzca                  |
| --- | ---------------- | ----------- | --------------------- | --------------- | ------- | ----------- | -------------------------- |
| 1.  | 8 marca 2008     | Eisenerz    | Gundersen HS95/15 km  | 37:29.1 min     | 3.      | +1.2 s      | Mark Schlott               |
| 2.  | 14 marca 2008    | Pragelato   | Gundersen HS140/15 km | 42:13.0 min     | 3.      | +1:13.5 min | Alessandro Pittin          |
| 3.  | 16 marca 2008    | Pragelato   | Sprint HS140/7,5 km   | 22:23.2 min     | 1.      | -           | -                          |
| 4.  | 7 marca 2009     | Høydalsmo   | Gundersen HS94/10 km  | 28:02.1 min     | 2.      | +11.9 s     | Jonas Nermoen              |
| 5.  | 6 marca 2009     | Høydalsmo   | Gundersen HS94/10 km  | 27:03.6 min     | 2.      | +2.1 s      | Håvard Klemetsen           |
| 6.  | 7 marca 2010     | Høydalsmo   | Gundersen HS94/10 km  | 25:15.5 min     | 2.      | +26.4 s     | Håvard Klemetsen           |
| 7.  | 16 stycznia 2011 | Klingenthal | Gundersen HS140/10 km | 25:46.1 min     | 2.      | +0.0 s      | Fabian Rießle              |
| 8.  | 5 lutego 2011    | Eisenerz    | Gundersen HS100/10 km | 22:47.7 min     | 2.      | +1.4 s      | Truls Sønstehagen Johansen |
| 9.  | 12 lutego 2011   | Szczyrk     | Gundersen HS106/10 km | 32:18.8 min     | 3.      | +1:18.4 min | Lukas Klapfer              |
| 10. | 13 lutego 2011   | Szczyrk     | Gundersen HS106/10 km | 24:32.9 min     | 1.      | -           | -                          |
| 11. | 19 lutego 2011   | Kranj       | Gundersen HS106/10 km | 24:53.4 min     | 1.      | -           | -                          |
| 12. | 20 lutego 2011   | Kranj       | Gundersen HS106/10 km | 25:03.8 min     | 1.      | -           | -                          |

### Letnie Grand Prix

#### Miejsca w klasyfikacji generalnej
- 2011: 6.
- 2012: nie brał udziału
- 2013: nie brał udziału
- 2014: 17.
- 2015: nie brał udziału
- 2016: nie brał udziału
- 2017: (46.)[9]
- 2018: nie brał udziału
- 2019: (47.)[10]

#### Miejsca na podium
| Nr | Data             | Miejscowość | Konkurencja           | Wynik zwycięzcy | Pozycja | Strata | Zwycięzca        |
| -- | ---------------- | ----------- | --------------------- | --------------- | ------- | ------ | ---------------- |
| 1. | 31 sierpnia 2011 | Liberec     | Gundersen HS134/10 km | 25:19.0 min     | 3.      | +9.3 s | Christoph Bieler |